# Gérard Roland
Pour les articles homonymes, voir Roland (homonymie).
 (novembre 2020).
Gérard Roland est un peintre français né le 3 octobre 1932 à Paris 20e où il a vécu jusqu'à sa mort le 17 octobre 2012.
Gérard Roland fréquente l’école Boulle qu’il quitte rapidement du fait d'un relationnel très difficile et de sa mauvaise compréhension[réf. souhaitée].
À 17 ans, il loue une chambre rue Lauriston à Paris. Sa voisine espagnole lui donne deux livres La sculpture italienne du Nord et La sculpture espagnole du Sud d’un certain Jean Alazard... Leurs chemins se croiseront plus tard. Ce sont ces ouvrages qui le décideront à suivre la voie des arts.
À 26 ans, lauréat de la Villa Abd-El-Tif (1958), il part pour l’Algérie. C’est là qu’il rencontre le « fameux » Alazard, conservateur du musée d’Alger. Il était selon lui un homme formidable qui avait construit ce musée.
En 1959 André-Pierre Merck, rapproche les petits formats de Gérard Roland au travail de Soutine, artiste dont Gérard Roland ne connaissait pas encore le travail[réf. nécessaire].
Ses œuvres resteront toujours très fermes et torturées, déjà en 1961 Jean Brune, dans un article de presse, parlait « d’écriture violente, hâtive et un peu torturé »[réf. nécessaire].
De retour d’Algérie en 1960, il rencontre des difficultés à s’intégrer au milieu artistique parisien, et ne pouvant vivre de sa peinture, il entre à l’Opéra de Paris comme décorateur, cela sans jamais cesser de peindre et d’exposer parfois.
Comme se définissait lui-même Gérard Roland, il était autodidacte, ne voulant pas entrer dans les critères de mode imposés[réf. souhaitée].
Les teintes rouges et orangées prédominent lors de sa période algérienne, teintes qu’il commence à abandonner dès son retour en métropole. Ensuite ses œuvres représenteront des personnages, des paysages, des éléments sortis de leur contexte pour arriver dès le début des années 1970 à la représentation de scènes, d’évènements, de chocs psychologiques par des personnages, souvent un peu décharnés. Il dira que son œuvre préférée était « l’homme écorché ».
Sa santé l’obligera d’arrêter de peindre en 2002, sa dernière toile fut « Descente du Christ ».

## Expositions personnelles
- Musée des Beaux-Arts, Nîmes, 1957.
- Galerie Nombre d'Or, Alger, 1959.
- Exposition des "Abd-El-Tif", salle Pierre Bordes, Alger, 1959.
- Club culturel féminin, Alger, 1960.
- Exposition des "Abd-El-Tif", salle Pierre Bordes, Alger, 1961.
- Centre culturel, Alger, 1961.
- Maison de la Culture, Paris, 1971.
- Galerie Armonti, Paris, 2006.

## Salons
- Salon d'automne, 1959 à 1961
- Présence figurative, 1963.
- Maison de la Culture, Bonneuil, 1968 à 1970.
- Peintres du Spectacle, 1969 à 1987.
- Peintures taurines, Nîmes, 1970.
- Salon des peintres du XXe arrondissement, Paris, 1975 à 1988.
- Salon violet, 1983 à 1988.
- Salon de Colombes, 1985 à 1988.
- Salon d'Art sacré, 1985 à 1988.

## Œuvres dans les collections publiques
- titre non connu, Ville de Paris, acquis en 1956.
- Portrait de jeune fille, Musée national des Beaux-Arts d'Alger, acquis en 1959.
- Les Chardons, Musée national des Beaux-Arts d'Alger, acquis en 1961.

## Sources

### Autres sources
- Archives de la Galerie Phylactère.
- Élizabeth Cazenave La Villa Abd El Tif, un demi-siècle de vie artistique en Algérie 1907-1962, 1998, Association Abd El Tif,  (ISBN 2-9509861-1-0)
- Marion Vidal-Bue, L'Algérie des peintres, 2002, Éditions Paris Méditerranée,  (ISBN 2-84272-143-8)